# Mogyoródi csata
Salamon király és a Béla-fiak (Géza és László hercegek) belháborújának döntő ütközete, amelyet 1074. március 14-én vívtak a Pesttől keletre fekvő Mogyoród közelében. Előzménye a későbbi Heves megye Kemejnek nevezett tiszántúli részein vívott kemeji csata (1074. február 26.) volt, amelyben Salamon király - László herceg távollétében - vereséget mért Géza hercegre. A mogyoródi csatában ellenben a Béla-fiak  egyesült serege cseh-morva segítséggel legyőzte a királyt. Ennek következtében Salamon elvesztette király hatalmát, és bár Pozsony várába szorulva továbbra is magát tekintette uralkodónak, Géza herceg előtt megnyílt a trónhoz vezető út.
A Gesta Ladislai regis (László király cselekedetei) 12. század eleji krónika cselekménye a mogyoródi csata köré összpontosul.

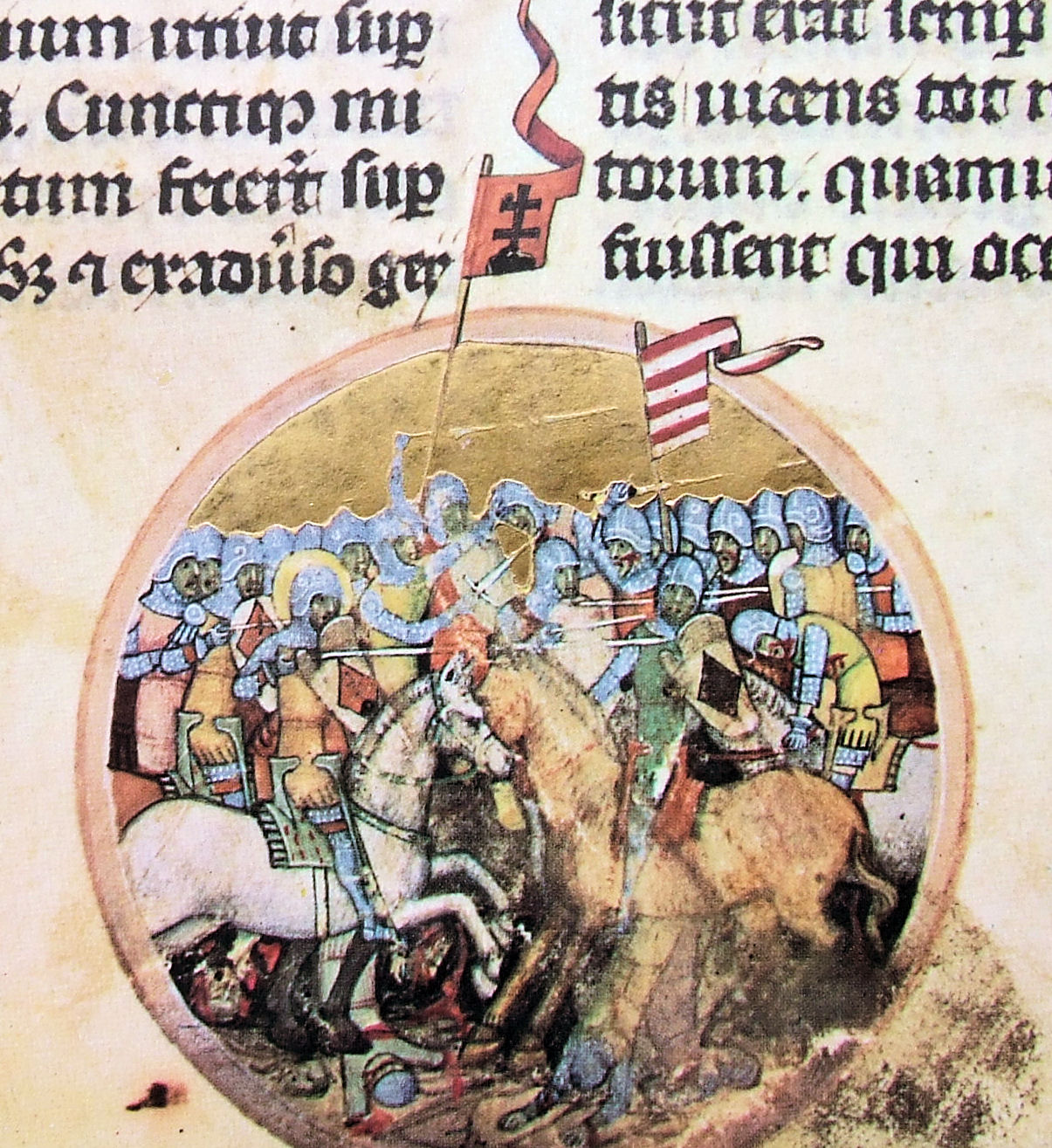
A csata ábrázolása a Képes krónikában A Képes Krónika miniátora szerint a testvérharc során Salamon serege harcolt a hétszer vágott vörös-fehér sávozású zászló alatt, Géza és László hercegek pedig a királyi kettős keresztes zászló alatt

"…László herceg  magas lovon ült serege előtt és ide-oda száguldozott, hogy buzdítsa, bátorítsa embereit; lándzsájával megzörrentett egy bozótot, csodálatosképpen egy fehér hölgymenyét ugrott lándzsájára, végigfutott rajta és a herceg kebelébe menekült.Mikor azután megkezdődött a csata, a csehek első támadása nyomorúságosan letiporta Vid ispánt és a bácsiakat. László herceg  pedig felcserélte zászlaját Géza herceg zászlajával abból a célból, hogy Salamon bátrabban támadjon erre a csapatra, ahol Géza zászlaját hordozzák, abban a hitben, hogy az Géza dandára, melyet a minap legyőzött. László herceg  ugyanis oltalmazni akarta bátyját, Géza herceget Salamon támadásaitól, ezért inkább maga felé irányította a csata első rohamát. A király tehát László dandára elé érkezett, ráismert, megrémült és megparancsolta a zászlótartónak, fordítsák a csapatokat Géza herceg csapatai felé. Látván László herceg, hogy a király féltében elfordul tőle, ő rontott az élen a király dandárára; háta mögött vágtattak támadóra az összes vitézek; másfelől azonban Géza herceg tört hevesen a maga népével; László vitézei Salamon ide-oda tekergő dandárát rémítő kardcsattogtatással adták kegyetlen halálra. Másfelől Géza vitézei itatták őket a keserves halál poharából. Elhullottak a németek, futottak az olaszok, de nem találtak helyet a menekülésre és elhullottak a magyarok előtt, mint ökrök a vágóhídon. …Géza és László hercegek  isteni módon diadalmas győzelemre magasztaltattak: a megöltek tetemei fölött háromszor harsogtatták isten dicséretét. László herceg azonban mindig igen jámbor volt; látta a sok ezer elesettet és noha ellenségei voltak, akiket megöltek, mégis megindult a szíve rajtuk, siratta őket keservesen, nagy jajában arcát és haját tépve – miképpen anya sír fia halálán. A tőlük nyert zsákmányból épült azután a mogyoródi egyház."
"Géza hada Czinkota felé tartott, a Duna völgyét szegélyező dombsornak a folyó felé néző oldalán. Salamon ellenben Péczel, Gödöllő felől jöhetett, mert a két hadsereget az a meglehetős meredek hegyhát választotta el, amely Fóth és Mogyoród határai között terül. Már egy csütörtöki napon harczra került volna a dolog, de a sűrűn leereszkedő köd megakadályozott minden mozdulatot. Az éjjelre mindegyik rész meglepetéstől félt; paripájukat zabolán tartva virrasztottak a vitézek. Pénteken, 1074 márczius 14-én reggel, a király átnyargalt a mogyoródi hegy gerinczén, megparancsolva, hogy a podgyász őrizete a hegyoldalon maradjon. Igy nagyobbnak látszik, majd a serege, mert az ellenség tartaléknak nézheti a podgyász őrizetét.5 A megoszlás a király tanácsában még a döntés pillanatában sem ért véget. Vid azt hitte, hogy az ellenség azonnal megszalad; Ernei ellenben figyelmeztette őt, hogy a Géza serege háttal van a Dunának, a mi arra mutat, hogy győzni vagy halni akarnak. A túlsó részen is készültek. László, a mint fegyverkezett, földre borulva kérte az isten segítségét, és megfogadta, ha győznek, azon a helyen egyházat épittet Szent-Márton tiszteletére. Azután magas lovára pattanva körben ügetett, hogy szóval buzdítsa vitézeit. Kedvező előjelnek vették, hogy a mint lándzsája egy bokorhoz ért, onnét egy hófehér hölgymenyét felszaladt a lándzsán és a herczeg ruhájába rejtőzött. Középen Géza állott a nyitraiakkal, balra László a bihariakkal, jobbra meg Ottó a morvákkal. A meglehetősen emelkedett, fensikhoz hasonló mogyoródi völgyben ütköztek meg, úgy hogy Salamon hada állott annak alacsonyabb, délkeleti részén.

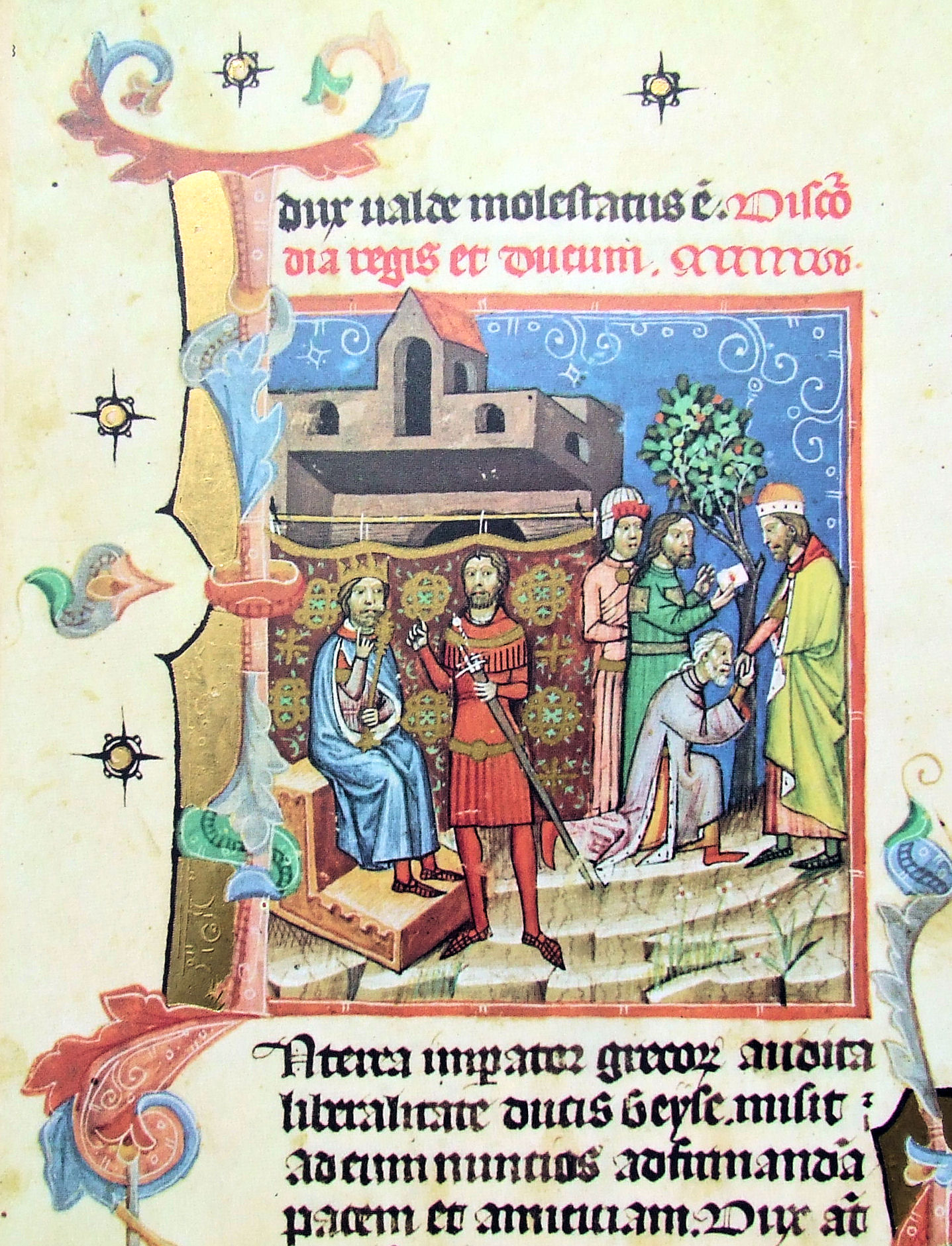
Salamon király és Géza herceg viszályát ábrázoló miniatúra a Képes krónikában. A trónon ülő Salamon előtt a viszályt szító Vid ispán kezében egy hüvelyben két kardot tart, szemléltetve a krónika szövegét. A háttérben Géza herceg

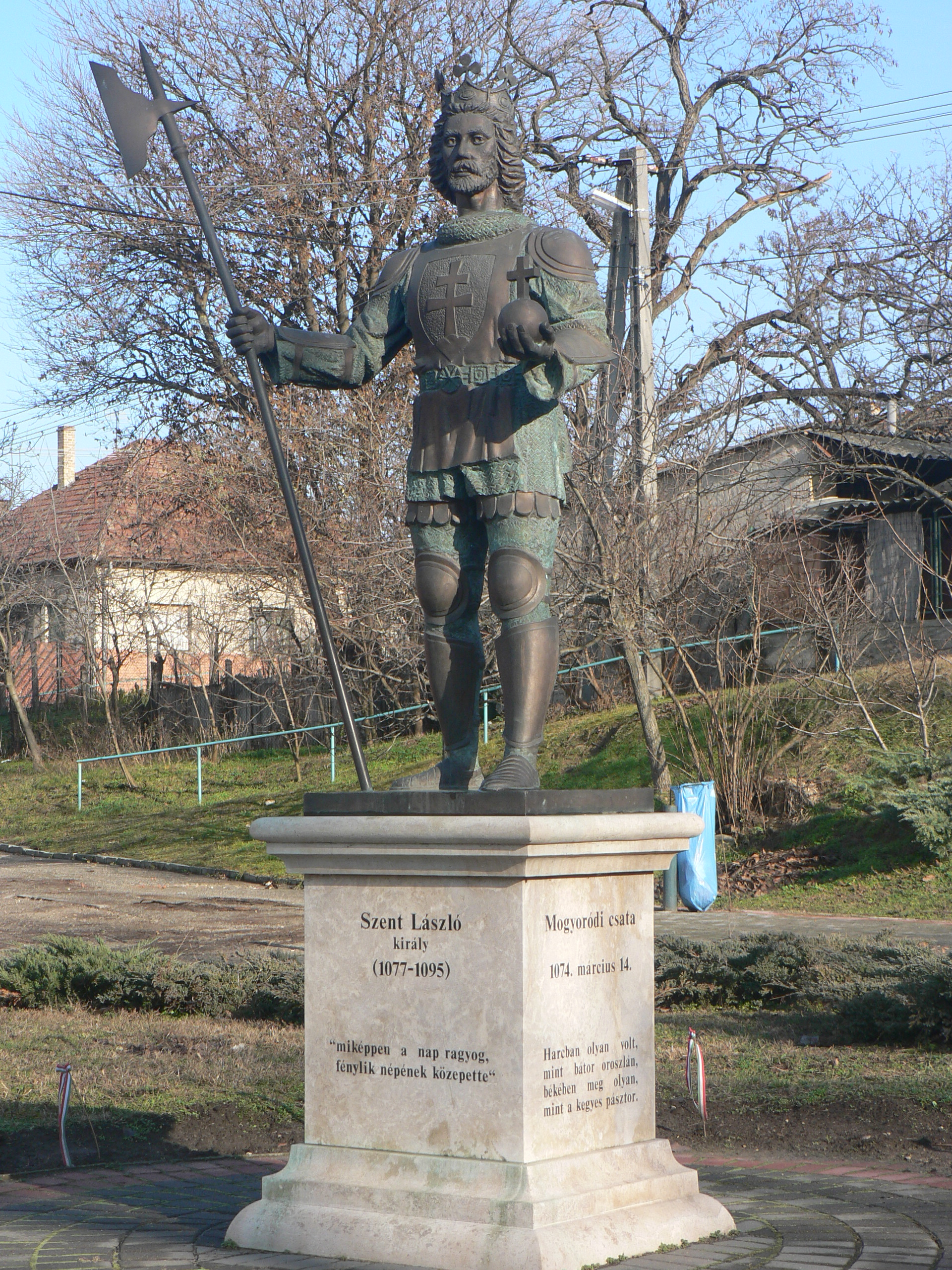
Szent László király szobra a mogyoródi csata emlékére Mogyoródon (Józsa Lajos alkotása)

A mint a csata megkezdődött, először Ottó verte szét Vid hadát, a bácsiakat. László hadijeleket cserélt bátyjával, hogy Salamon inkább őt támadja meg, abban a hiszemben, hogy Gézának már egyszer legyőzött dandára áll vele szemben. De amint a király közelebb ért, és őt megismerte, megfordította csatarendjét, mert ő Gézában látta fő ellenségét.6 Igy aztán két tűz közé szorult, mert Lászlónak hada hátulról támadta meg Salamonnak ide-oda tekintgető, mintegy hálóba szorult népét, elölről meg Géza vitézei osztogatták a halál keserű poharát. „Levágják a németeket, az olaszok megszaladnak, de nem találnak helyet a futásra és elesnek a magyarok előtt, mint az ökrök a mészárszéken. De nemcsak olaszok és németek hullottak el, hanem a magyar katonaság java része is ott veszett. Markvard, a németek vezére és Szvatopluk nevű cseh vezér, miután katonáik elestek, fogságra jutottak.”
Teljes, tökéletes volt a győzelem.  Úgy látszik, nemcsak a vezérek nagyobb tehetségének, hanem seregök túlnyomó számának volt köszönhető. Géza és László a holttestek halmai közt földre borulva adtak hálát az istennek. „László pedig, amint hogy mindig kiváló jámborságú vala, látva az elhullottak ezreit, ámbár ellenségei voltak, mégis megrendült belé a szíve és keservesen sirt, tépve orczáját és haját, mint a hogy az anya sir fiai halálán. A hullák közt járva megismerte Ernei ispán tetemét. Leugrott lováról, megölelte és igy szólt: siratlak, mint testvéremet, mert szived és tanácsod békét lehellt. Fölemelte, megcsókolta és meghagyta, hogy temessék el Váczott nagy tisztességgel. Meglátta aztán Vid tetemét is. Téged is sajnállak, mondá, bár mindig ellenségünk valál. Bárcsak élhetnél, jobb útra térhetnél és megerősithetnéd a békét. De hisz nem voltál herczegi vérből, minek is kivántad a herczegséget, nem voltál királyi sarj, minek akartad a koronát. Ime szivedet, mely herczegségre áhitozott, átdöfte a lándzsa, fejedet, mely koronára gondolt, ketté hasitotta a kard.” Azért azonban tőle sem tagadta meg a temetést. Hanem katonáit, kik Vid tanácsát okolták testvéreik vagy fiaik haláláért, nem engesztelte ki a halál sem. Mellét késsel szabdalták, szemeibe homokot szórtak és gúnyolva mondták: „szemed, szived sohasem elégedett meg birtokkal, nemességgel, most hadd teljenek meg földdel.”"